# Заводовка (Красноярский край)
Заводовка — упразднённый посёлок в Нижнеингашском районе Красноярского края.

## География
Располагался восточнее реки Тибишет (приток Поймы), на расстоянии приблизительно 45 километров (по прямой) к северо-востоку от Нижнего Ингаша, административного центра района. Абсолютная высота — 310 метров над уровнем моря.

## История
В советское время в Заводовке действовал участок Пойменского леспромхоза, основным видом деятельности которого был сбор живицы. В связи с ликвидацией предприятия в 1994—1995 годах начался отток населения из посёлка. В декабре 2002 года из Заводовки выехали последние жители. До момента упразднения входил в состав Александровского сельсовета.
Упразднён в 2009 году.

## Население
| 1989 | 2002 |
| ---- | ---- |
| 170  | ↘0   |